# ちゅるのうた2
『ちゅるのうた2』は、2012年11月21日にポニーキャニオンから発売されたつるの剛士のミニアルバムである。

## 概要
前作『ちゅるのうた』と同じく『親子で楽しめる』コンセプトいて、今作もアニメの曲や童謡のカバーなどが収録されている。
同日につるのにパラサイトして活動しているという謎のバンド「Cicadas」のファーストミニアルバム『Cicadas』が発売される。

## 収録曲

### CD
1. ともだちになるために
作詞：新沢としひこ、作曲：中川ひろたか、編曲:井出泰彰
2. はじめてのチュウ〜Kissバージョン～〜
作詞・作曲：実川俊晴
  - キヤノン「EOS Kiss」CMソング。
  - カバー曲で歌詞の「チュウ」の部分が「キス」に変わっている。
3. 将棋のコトバ言ってみた
作詞：戸田昭吾、作曲・編曲：たなかひろかず
4. コチョコチョマン参上 -寝ない子はどこだ-
作詞：つるの剛士、作曲・編曲：no_my
5. チャギントン絵かき歌
作詞：ヤポンスキー、作曲・編曲：牧戸太郎
  - CGアニメ『チャギントン』（フジテレビ系）の絵かき歌。
6. どっきんごー
作詞：つるの剛士、作曲：中川ひろたか、編曲：つるの剛士・中川ひろたか・佐藤克彦・友成好宏

### DVD
1. ともだちになるために（ミュージックビデオ）
2. チャギントン絵かき歌（ウィルソンver.）
3. ともだちになるために（ライブムービー）
4. ともだちになるために（メイキングムービー）